# ماریت فیان گرودوم
ماریت فیان گرودوم (انگلیسی: Marit Fiane Grødum؛ زادهٔ ۱۱ دسامبر ۱۹۸۰) بازیکن فوتبال اهل نروژ است.

وی همچنین در تیم ملی فوتبال زنان نروژ بازی کرده‌است.